# Octavie Tardiff
Octavie Tardiff, född 1833, död 1917, var en fransk kommunist. Hon är känd för sitt stöd till Pariskommunen 1870–1871. Hon var aktiv i Union des femmes pour la défense de Paris et les soins aux blessés.